# تأثير وسائل الإعلام على التصور المكاني
تؤثر وسائل الإعلام على التصور المكاني المكاني من خلال رسم الخرائط الصحفية والتحيز المكاني في التغطية الإخبارية.
«تعد الصحافة أحد المجالات القليلة التي تزود عامة الناس بمعظم المعلومات عن الأماكن والجغرافيا،» وتمثل وسائل الإعلام إحد العوامل المهمة في تشكيل الإدراك الحسي للأماكن. وعلاوة على ذلك، فقد تم توجيه الانتقاد إلى وسائل الإعلام من أجل «الأيقنة أو مجموعة الصور المحدودة التي تشكل مواقع الأخبار الرئيسية العامة التي تعد قابلة للتبديل من قصة إلى أخرى، والتي يتأتى أن تقدم نظرة عالمية قاصرة ومشوهة». وقد يؤدي انعدام التوازن الجغرافي في التغطية الإخبارية إلى الحد من المعرفة المكانية، بمعنى أن الإعلام الأمريكي يركز على عدد محدود من الدول والمناطق لأغراض التغطية الإخبارية العالمية.
تهتم الصحافة بموقع المعلومة الصحفية عندما يكون لبعض الأخبار عنصر جغرافي مهم. وأصبح استخدام الخرائط أمرًا ملائماً حيث «تعد الخريطة وسيلة فعالة لتوضيح الموقع ووصف العلاقات الجغرافية». وقد تستخدم وسائل الإعلام الخرائط لتوضيح حدث ما عن طرق عرض بيانات التوزيع من الناحية المكانية مثل نتائج الانتخابات أو توزيع المطر الحمضي أو تلوث غاز الرادون أو توقع حالة الطقس أو حركة المرور أو طرق السفر؛ كما تسرد أيضًا الخرائط قصة إحدى المعارك أو تصف إستراتيجية جيوسياسية أو تهديدًا بيئيًا. ويوجه الجغرافيون النقد إلى رسم الخرائط الصحفية بسبب معوقات إعداد الخرائط وأوجه القصور بها. ويقوم مصممو الجرافيك بإعداد الخرائط في المجال الصحفي، وهم يفتقرون إلى التدريب اللازم لرسم الخرائط.
كشف الجغرافيون عن التحيز المكاني في التقارير الإخبارية. ويتم وضع نمط مكاني للأخبار من خلال المعايير الصحفية، التي تُعنى بالتغطية والاهتمامات الوطنية والصور النمطية الجغرافية وسهولة الوصول إلى الأحداث الإخبارية. وحيث إن وسائل الإعلام تقدم التقارير الحية لمشاهد الأحداث الإخبارية، فإن الصحافة بحاجة إلى التقارب المكاني والقرب من الحدث واقتراب البث الإذاعي. وتعد العواصم والمراكز المالية الرئيسية والمناطق غير المستقرة سياسيًا هي صور نمطية من الناحية الجغرافية بدرجة كبيرة كما تعتبر كمواقع ذات أهمية إخبارية حيث تقع الأحداث الهامة غالبًا، وتلعب أيضًا العلاقات الاقتصادية والبعد الاجتماعي دورًا هامًا في التغطية الإخبارية.